# Хлібна скоринка

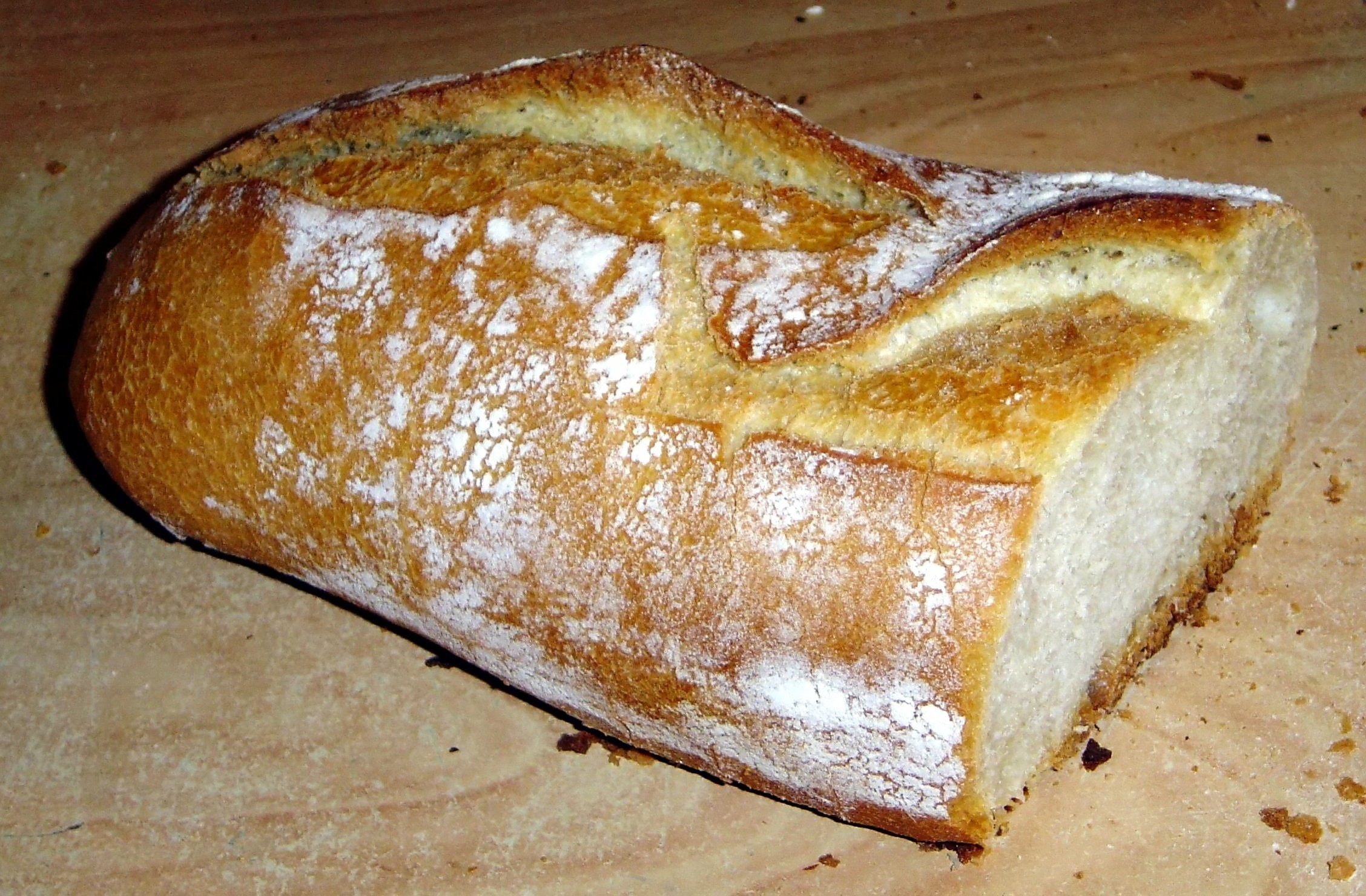
Французький хліб

Хлібна скоринка (окраєць, окрайчик, діал. горбушка) — шар запеченого хліба на буханці або батоні. Володіє характерним золотисто-коричневим кольором і приємним запахом.

## Утворення скоринки
Утворення хлібноїскоринки відбувається в результаті зневоднення зовнішніх шарів тіста. При цьому частина вологи йде в навколишнє середовище, а частина — в м'якушку. При прогріванні поверхні тіста, незброджені цукри вступають у взаємодію з продуктами розпаду білка і утворюють буроватозафарбовані речовини — меланоїдини, які надають скоринці хліба специфічне золотисто-бурувате забарвлення, цінується споживачем.

## Вживання
Багато людей вважають за краще скоринку хліба м'якушці.
Американці не залишають без уваги навіть найменші гастрономічні витребеньки людства. Для тих, хто не любить скоринку на хлібі, придуманий спеціальний «ніж», який відрізує по периметру хлібну скоринку. Розміри такого ножа — 10 на 10 см, природно, що підходять вони лише під відповідну буханку хліба.

## У медицині
Німецькі біохіміки стверджують, що хрустка хлібна скоринка набагато корисніше для здоров'я, ніж м'якушка. Професор Мюнстерського університету Томас Хофманн і його колеги виявили, що в процесі випічки в скоринці утворюються різні антиоксиданти, що володіють антисклеротичними та протираковими властивостями. Цю інформацію опублікував Journal of Agricultural and Food Chemistry.

## В риболовлі
Хлібна скоринка використовується як спеціальний вид насадки. Практикується при лові коропів. На неї можна ловити як поверху, так і з дна. З нижньої чи верхньої скоринок білого хліба вирізають квадратики разом з м'якушкою. Звичайні розміри 1,5 на 1,5 см при товщині близько 1 см. Краще ловити на таку насадку в тиховоддя, так як у воді вона швидко розмокає і змивається течією.

## У виноробстві
Аромат «хлібної скориночки» використовується для опису смакових якостей вина. Так, наприклад, в шампанському «Philipponnat», яке цікаве елегантною гіркуватістю, що зберігається в післясмаку, основними тонами в ароматі і смаку є хлібна скоринка і грейпфрут. Токайські вина володіють красивим золотистим кольором, повнотою, м'якістю і сильним характерним букетом з тонами хлібної скориночки і меду.

## Приготування квасу
На Русі селяни з хлібних скоринок робили хлібний квас. Хлібний квас має приємний смак і має тонізуючі властивості завдяки вмісту в ньому екстрактних речовин і продуктів бродіння.